# Bolinas
Bolinas, jedno od plemena kalifornijskih Indijanaca koji su živjeli uz istoimeni zaljev u Kaliforniji, južno od Pt. Reyesa, u okrugu Marin. O njihovom porijeklu Hodge ništa ne govori, dok Swanton naodi selo Bauli-n na zaljevu Bolinas, kao jedno od sela Coast Miwok Indijanaca.
Taylor u Cal. Farmer (1860), daje za njih nepravilan naziv Bollanos, locirajući ih uz “Bollenos bay, Tamales bay, Punto de los Reyes, i sve možda do Bodega baya.”